# Eleonora Hollandová
Eleonora Hollandová (1386 – po roce 1413) byla anglická šlechtična, dcera Tomáše Hollanda, 2. hraběte z Kentu, nevlastního bratra krále Richarda II. Byla první manželkou Tomáše Montagu, 4. hraběte ze Salisbury.

## Rodina
Lady Eleonora Hollandová se narodila v roce 1386 v Uphollandu v Lancashire v Anglii jako jedno z dětí Tomáše Hollanda, 2. hraběte z Kentu a Alice FitzAlanové, dcery 10. hraběte z Arundelu Richarda FitzAlana. Eleonora měla stejné jméno jako její starší sestra, manželka Rogera Mortimera, 4. hraběte z March, které se říkalo Aliénor. Obě se jmenovaly po babičce z matčiny strany. Eleonořin otec byl polorodý bratr Richarda II. Anglického. Měli stejnou matku. Eleonořin bratr Tomáš Holland, 1. vévoda ze Surrey, byl v roce 1400 sťat v Cirencesteru davem rozzuřených občanů za svou roli v Epiphany Rising (neúspěšné povstání proti Jindřichovi IV.). Tomášovým dědicem hrabství Kent se stal další z Eleonořiných starších bratrů, Edmund Holland, jehož spoludědičkou se Eleonora stala.
Jejími prarodiči byli Tomáš Holland, 1. hrabě z Kentu a Jana z Kentu, matka krále Richarda II. ze svého druhého manželství s černým princem Eduardem. Prarodiči z matčiny strany pak byli Richard FitzAlan, 10. hrabě z Arundelu a Eleonora z Lancasteru.

## Manželství a potomci
Eleonora se 23. května 1399 stala první manželkou sira Tomáše Montacuta, syna Jana Montagu, 3. hraběte ze Salisbury a Maud Francisové. V době svatby jí bylo třináct let. Tomáš se později stal jedním z nejdůležitějších velitelů Stoleté války. Eleonora nepřevzala titul hraběnky ze Salisbury do 14. června 1409, kdy byl titul hraběte ze Salisbury Tomášovi nominálně obnoven. Tomáš dosáhl navrácení majetku, který byl zabaven jeho otci za účast na povstání Epiphany, za kterou byl v roce 1400 spolu s Eleonořiným bratrem Tomášem popraven. Eleonořin strýc Jan Holland, 1. vévoda z Exeteru, který byl také součástí spiknutí, rozvášněnému davu unikl a byl chycen v Essexu, poté byl na příkaz Eleonořiny tety, Jany FitzAlanové, tchyně Jindřicha IV., popraven.
Tomáš a Eleonora si vytvořili domov v Bisham Manor v Berkshire. Měli spolu jednu dceru:
- Alice Montacutová

Eleonora zemřela někdy po roce 1413. Pohřbena byla v opatství Bisham.
Tomáš se podruhé oženil před rokem 1424. Jeho druhou manželkou se stala Alice Chaucerová, vnučka věhlasného autora Geoffreyho Chaucera. Jejich manželství bylo bezdětné. Tomáš byl 27. října 1428 smrtelně raněn při obléhání Orléans a zemřel po několika dnech, 3. listopadu 1428.
Alice, dcera Tomáše a Eleonory, se stala po otci suo jure 5. hraběnkou ze Salisbury. Přes Alici byla Eleonora babičkou Richarda Nevilla a prababičkou Cecílie Bonvillové, která se stala jednou z nejbohatších anglických dědiček 15. století. Eleonora byla také pra praprababičkou královny Kateřiny Parrové, šesté a poslední manželky Jindřicha VIII.